# Django d’Or (Belgien)
Der europäische Jazzpreis Django d’Or wird seit 1995 in Belgien verliehen. Entsprechende Preise gibt es auch in Frankreich (seit 1992), Schweden (seit 1998), Italien (seit 1999), und Dänemark (seit 2001). Er wird hier jährlich jeweils für Nachwuchsmusiker, Etablierte Musiker und als Spezialpreis verliehen, früher für je einen frankophonen und einen flämischen Künstler. Die letzte Verleihung war 2009, da der Hauptsponsor SABAM (die belgische Organisation für Autorenrechte) beschloss einen eigenen Jazzpreis zu verleihen.

## Preisträger
2009:
- Neues Talent: Quentin Ligeois (Gitarre)
- Etablierter Musiker: Pierre Vaiana (Saxophon)
- Spezialpreis: Ilan Oz (Webmaster)
- Bestes Album des Jahres: Bart Defoort

2008:
- Neues Talent: Robin Verheyen (Saxophon)
- Etablierter Musiker: Dré Pallemaerts (Schlagzeug)
- Spezialpreis: Jean-Pol Schroeder (Journalist)

2007:
- Neues Talent: Pascal Mohy (Klavier)
- Etablierter Musiker: Pierre Van Dormael (Gitarre)
- Spezialpreis: Marc Van den Hoof

2006:
- Neues Talent: Jean-Paul Estievenart
- Etablierter Musiker: Diederik Wissels
- Spezialpreis:Marc Danval

2004/5:
- Neues Talent: Pascal Schumacher
- Etablierter Musiker: Éric Legnini
- Spezialpreis: Sim Simons

2003:
- Neues Talent: Nicolas Kummert
- Etablierter Musiker: Erik Vermeulen
- Spezialpreis: Jean-Marie Peterken

2002:
- Neues Talent: Anne Wolf
- Belgischer Musiker des Jahres: Philippe Aerts
- Spezialpreis: Rik Bevernage

2001:
- Neues Talent: Nicolas Thys
- Belgischer Musiker des Jahres: Frank Vaganée
- Spezialpreis: Robert Pernet

2000:
- Belgischer Musiker des Jahres: Steve Houben
- Spezialpreis: Edmonde Harnie

1999:
- frankophoner Musiker: Nathalie Loriers
- flämischer Musiker: Jeroen Van Herzeele

1998:
- frankophoner Musiker: Fabrizio Cassol
- flämischer Musiker: Chris Joris
- Spezialpreis: Jean Warland

1997:
- frankophoner Musiker: Charles Loos
- flämischer Musiker: Kurt Van Herck

1996:
- frankophoner Musiker: Sadi
- flämischer Musiker: Bert Joris

1995:
- frankophoner Musiker: Philip Catherine
- flämischer Musiker: Marc Godfroid